# Мулан (фильм, 2009)
«Мулань», точнее, «Хуа Мулань» (кит. 花木蘭) — китайский фильм 2009 года с Чжао Вэй в роли легендарной Хуа Мулань. Режиссёр Джингл Ма объяснил, что его фильм в корне отличается от диснеевского мультипликационного фильма и больше соответствует его собственному представлению.
Чжао Вэй была утверждена на роль Мулань самим Ма среди кандидатур других актрис: Чжан Цзыи, Мишель Йео и Лю Ифэй, которые пробовались на роль.
В фильме снялся русско-украинский певец Витас; он также исполнил начальную песню «Не ради славы» (Beneath the Glory).

## Сюжет
Фильм «Мулань» отражает китайскую легенду о Хуа Мулань (Чжао Вэй), молодой девушке, жившей, предположительно, в V в. н. э., которая переоделась в мужскую одежду, чтобы сражаться на войне вместо своего престарелого больного отца. В начале фильма Мулань живёт со своим пожилым отцом, бывшим солдатом империи Северная Вэй. Однажды прибывают посланники императора и объявляют о наборе армии для отражения нападения кочевников-жуаньжуаней. Отец девушки собирается вступить в армию, однако Мулань ночью тайком надевает его доспехи, берёт меч и занимает его место, так как понимает, что отец не выживет на войне.
В лагере она знакомится и сближается с несколькими другими солдатами, включая Сяоху (Джейси Чан), деревенского парня, который узнаёт Мулань, но обещает не разглашать её тайны. Она также знакомится с Вэньтаем (Чэнь Кунь), офицером, которому молодой «солдат» пришёлся по душе. Однажды ночью, купаясь в горячем источнике, Мулань сталкивается с Вэньтаем и после непродолжительной схватки, отделавшись глубокими царапинами на руке, убегает. Вэньтай не узнает её, но понимает, что столкнулся с женщиной. На следующее утро, под угрозой разоблачения, Мулань, во избежание личного досмотра, сознаётся в краже нефритовой подвески другого солдата. Её приговаривают к казни, но Вэньтай замечает ранки на руке Мулань и, осознав, кого встретил на источнике, спасает её, освободив во время внезапной атаки жуаньжуаней. Вместо бегства Мулань проявляет храбрость и решает исход битвы, убив вражеского полководца. Подвиг Мулань зачтён, и её вместе с Вэньтаем повышают в звании, присваивая звания генералов. Позже из-за чувств к Вэньтаю Мулань ослушивается его приказа и допускает ошибку, стоившую жизни части её отряда. Вэньтай понимает, что Мулань слишком сильно привязана к нему, и инсценирует свою смерть после попадания в засаду к кочевникам. Укрываясь в медицинском шатре, Вэньтай наблюдает, как Мулань впервые впадает в глубокое отчаяние прежде, чем преодолевает своё горе, становясь одним из лучших императорских генералов.
После двенадцати лет войны в среде жуаньжуаней наступает переломный момент. Приёмный сын шаньюя (точнее, кагана) кочевников Дайяна, Мэньду (Ху Цзюнь), тем не менее, жаждет власти и убивает своего менее амбициозного отца, чтобы встать во главе своего народа. Собрав двухсоттысячную армию, он вторгается в пределы царства Вэй ещё раз. В ответ Мулань разрабатывает план, который окончательно остановит вторжение, несмотря на превосходство врага в численности и запасах. Она командует двадцатью тысячами солдат и одерживает победу над одним из отрядов противника, а затем отступает в каньон, где для её войска оставлены припасы и лекарства. Мэньду следует за ней в каньон, где Мулань и главнокомандующий войсками Вэй должны были взять его в тиски и победить, атаковав с двух сторон. Однако провизию и медикаменты уносит песчаной бурей, а войска главнокомандующего так и не появляются. Вместе с медленно умирающей от голода и жажды армией, Мулань готовится к героической смерти в неравном бою, но Вэньтай открывает Мэньду, что является принцем царства Вэй и сдаётся жуаньжуаням в обмен на свободу Мулань и её людей.
Приказав своим воинам отступать, Мулань маскируется под воина жуаньжуаней и проникает во вражеский лагерь. Там Мулань проникает в шатёр принцессы кочевников, которая желает мира между царством Вэй и своими племенами. Мулань убеждает принцессу помочь ей, и они вместе с певцом кагана Гудэ (Витас) убивают Мэньду и освобождают Вэньтая. Мулань возвращается в столицу царства Вэй, где она наконец, открывает свой пол. Император, тем не менее, награждает её и объявляет, что его сын, Вэньтай, возьмёт в жёны принцессу жуаньжуаней, чтобы закрепить мирный договор. Мулань отказывается от звания главнокомандующего и просит о возвращении в родную деревню к больному отцу. Позже Вэньтай наносит визит в деревню Мулань и просит её сбежать с ним, но Мулань убеждает его в необходимости пожертвовать их чувствами ради мира своей страны.

## В ролях
- Чжао Вэй — Хуа Мулань
- Ху Цзюнь — Мэньду
- Чэнь Кунь — Вэньтай
- Джейси Чан — Фэй Сяоху
- Никки Ли — Ху Куй
- Витас — Гудэ
- Сюй Цзяо — молодая Хуа Мулань
- Лю Юйсинь — принцесса кочевников

## Музыка
- Стефани Сунь Яньцзы — 木蘭情
- Витас — Beneath the Glory («Не ради славы»)
- Джейн Чжан Лянъин — 木蘭星

## Оценки и критика
После проката в Азии этот фильм получил хорошие кассовые сборы и неплохие отклики. Критики благосклонно отозвались о сыгранной Чжао Вэй роли. Китайские масс-медиа отметили, что это лучшая роль в репертуаре актрисы.
- «Профессиональная игра Чжао сделала роль полной жизни» — Asia Weekly (Ячжоу Чжоукан)[3]
- «Ма сделал правильный выбор одной из основных актрис. Викки Чжао Вэй усилила фильм высоким исполнением своей роли, звезда с широким разрезом глаз экспрессивно показала печаль своего персонажа, муку, ужас и страх». — movieXclusive.com (Сингапур)[4]
- «Чжао Вэй превосходно воплотила древнюю легенду в современный кинофильм». — People's Daily (Китай)[5]
- «Сюжет ожидаемо вращается вокруг персонажа Хуа Мулань, а Ма посчастливилось взять на эту роль подлинную звезду Викки Чжао, которая фактически несёт весь фильм на своих более чем способных плечах, превращая его в баланс жёсткости и уязвимости. Хотя предпосылка, в которой её принимают за мужчину, не очень убедительна, особенно из-за её нежелания прятать собственную очевидную женственность, Чжао заставляет своего персонажа убеждать, так как не играет вояку». — BeyondHollywood.com (США)[6]
- «Некоторые сцены в „Мулань“ напомнили мне игру Ричарда Гира в „Чикаго“. Кроме этого, никаких вопросов по игре — особенно по способности Чжао убедить нас в колебаниях об убийств и ведения армии на верную погибель, о чём, собственно, фильм и есть, или должен быть. Кроме любовной линии, которая толкает тех зрителей, для кого военный фильм недостаточно драматичен сам по себе». — DVDbeaver.com[7]
- «Викки Чжао в одиночку сделала фильм достойным просмотра, сыграв свою роль, энергичностью и эмоциональностью». — JapanCinema.com[8]
- «Викки Чжао — лучшая. Китаянка из Битвы у Красной скалы и Painted Skin так же женственная, как и могуча, нежно могуча. В этом заключается „Мулань“, хотя героине нужно вырасти, в отличие от остальных героев, у которых всё готово к началу действия. Одна Чжао делает фильм сто́ящим просмотра, как в эмоциональном, так и в духовном плане». — Molodezhnaja.com (Германия)[9]

## Награды и номинации
29-я Гонконгская кинопремия
- В номинации: Лучшая актриса (Чжао Вэй).
- В номинации: Лучшая оригинальная песня (Ли Ши Сонг, Йи Ка Юнг и Стефани Сан).

30-я Премия «Сто цветов»
- Победитель: Лучшая актриса (Чжао Вэй)

19th Shanghai Film Critics Awards
- Победитель: Лучшая актриса (Чжао Вэй); также за фильм 14 клинков.

2010 Vietname DAN Movie Awards
- Победитель: Лучшая китайская актриса (Чжао Вэй).
- Победитель: Лучший китайский фильм.